# Orthobula radiata
Espèce
Orthobula radiata est une espèce d'araignées aranéomorphes de la famille des Trachelidae.

## Distribution
Cette espèce se rencontre en Afrique du Sud, en Namibie, au Botswana, au Zimbabwe, en Zambie et au Mozambique.

## Description
Le mâle holotype mesure 2,5 mm.
Le mâle décrit par Haddad, Jin et Platnick en 2022 mesure 1,85 mm et la femelle 2,55 mm.

## Systématique et taxinomie
Cette espèce a été décrite par Simon en 1897.

## Publication originale
- Simon, 1897 : « Études arachnologiques. 27e Mémoire. XLII. Descriptions d'espèces nouvelles de l'ordre des Araneae. » Annales de la Société entomologique de France, vol. 65, p. 465-510 (texte intégral).